# الفلسطينيون في مصر
يشير مصطلح الفلسطينيون في مصر إلى اللاجئين الفلسطينيون الذين فروا أو طُردوا إلى مصر خلال حرب فلسطين عام 1948، وأحفادهم، وكذلك الفلسطينيون الذين طردوا من الأردن بعد أحداث أيلول الأسود. لم يتم تجنيس الفلسطينيون وأحفادهم مطلقًا، وبالتالي احتفظوا بوضع اللاجئ الفلسطيني المتميز.